# Lintneria merops
Espèce
Lintneria merops est une espèce de lépidoptères (papillons) de la famille des Sphingidae, de la sous-famille des Sphinginae et de la tribu des Sphingini.

## Description
Imago
L'envergure varie de 103 à 122 mm. Les rayures bien visibles sur la partie supérieure du thorax rappellent celles de Lintneria justiciae et de Lintneria balsae, qui présentent également des motifs d'ailes similaires. Les 3 côtés de la bande sont noirs; la partie centrale est brillante chez Lintneria merops brun rougeâtre, beaucoup plus brillant que chez Lintneria justiciae et Lintneria balsae. La face supérieure de l'abdomen montre une frange de tergites sans taches orange-jaune.

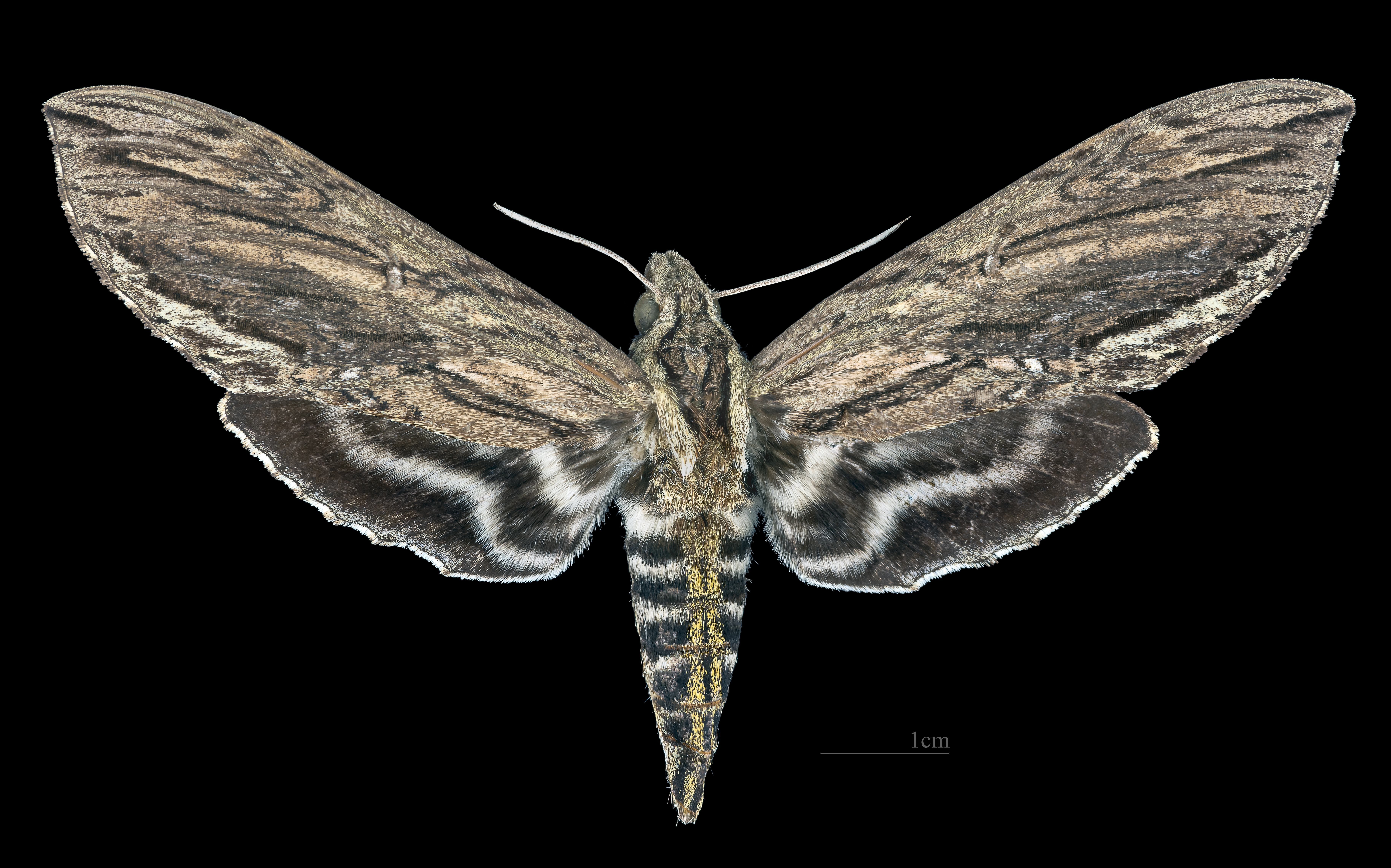
Avers de la femelle (coll.MHNT)
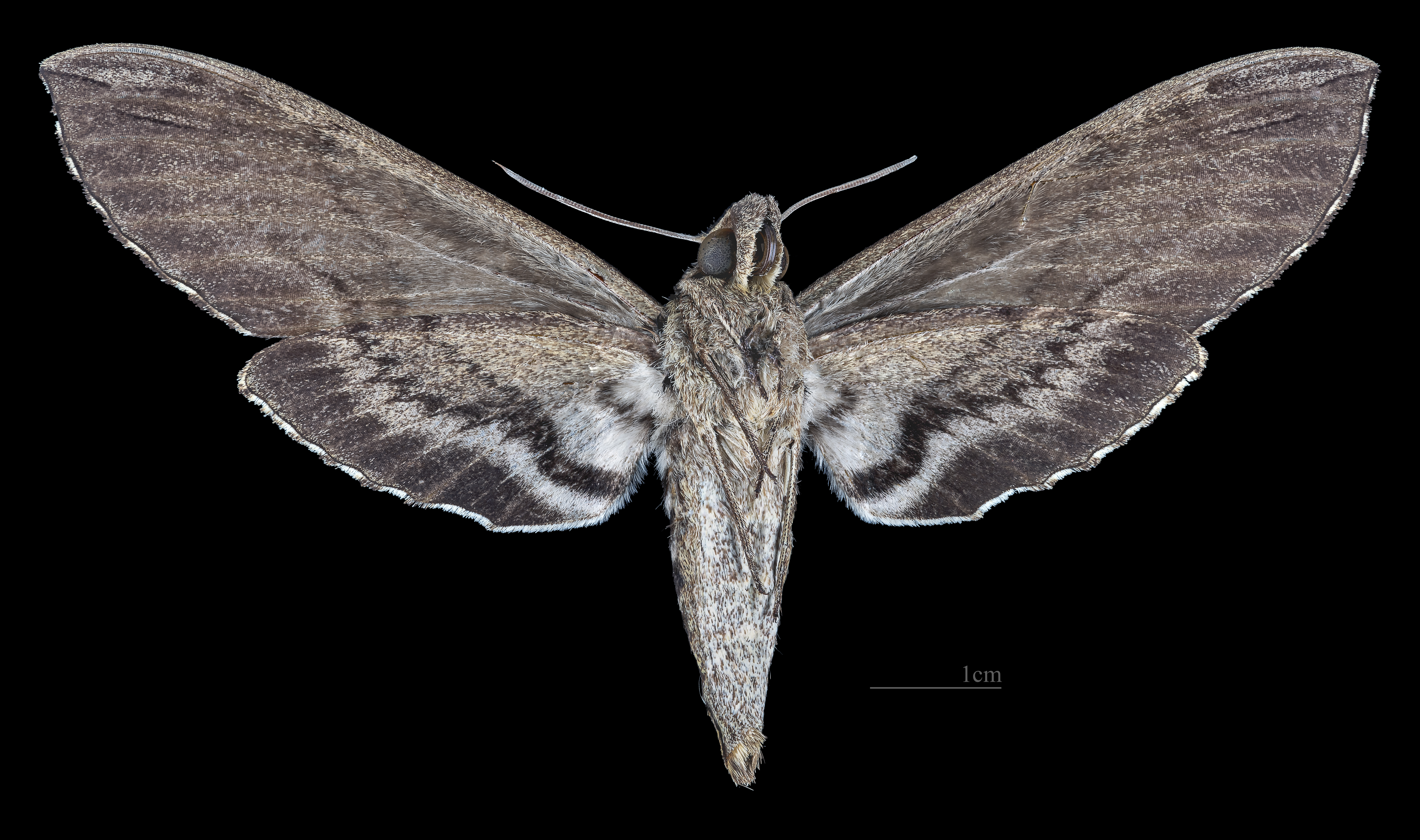
Revers de la femelle (coll.MHNT)

Chenille
Le troisième stade présente une crête dermique et des yeux jaunes sur les côtés. Il y a deux taches oculaires noires sur les deux derniers stades.

## Distribution et habitat
Distribution
L'espèce est connue à l'ouest de l'Amérique du Sud, y compris le Venezuela, jusqu'au Mexique, au Belize, au Guatemala, au Nicaragua, au Honduras et au Costa Rica.

## Biologie
Il y a probablement une génération par an avec des adultes qui volent de septembre à novembre au Costa Rica. Au Nicaragua, il semble y avoir au moins trois générations avec des observations pour les mois de mai, juillet et septembre.
- Les chenilles se nourrissent sur Lantana camara et probablement d'autres espèces de Verbenaceae.

## Systématique
- L'espèce Lintneria merops a été décrite par l'entomologiste français Jean-Baptiste Alphonse Dechauffour de Boisduval en 1870 sous le nom initial de Sphinx merops[1].

### Synonymie
- Sphinx merops Boisduval, 1870 Protonyme